# Dazlina
Dazlina – wieś w Chorwacji, w żupanii szybenicko-knińskiej, w gminie Tisno. W 2011 roku liczyła 45 mieszkańców.